# Ludwik Leibler
Ludwik Leibler (ur. 1951 w Warszawie) – fizyk czynny we Francji, profesor École supérieure de physique et de chimie industrielles de la ville de Paris (ESPCI ParisTech), pracownik Centre national de la recherche scientifique (CNRS) oraz członek National Academy of Engineering (USA). 

## Życiorys
Ludwik Leibler studiował fizykę teoretyczną na Uniwersytecie Warszawskim, kończąc studia doktoratem w roku 1976, a następnie pracował naukowo w ciągu dwóch lat na Collège de France w Paryżu pod kierownictwem Pierre-Gilles de Gennes. 
W latach 1978–1979 pracował w Commissariat à l’énergie atomique et aux énergies alternatives w Saclay. W latach 1996–2003 stworzył w Levallois-Perret wspólne laboratorium CNRS i Elf Aquitaine (obecnie Arkema). W roku 2001 został powołany na profesora École supérieure de physique et de chimie industrielles de la ville de Paris. 
Obecnie działa w Centre National de la Recherche Scientifique, gdzie zajmuje się teoretycznie i doświadczalnie adhezją polimeryów, powłokami nanostrukturalnymi i żelami.  
Odkrywca procesu samoczynnego gojenia się niektórych polimerów : tzw. smart rubber.  
Ludwik Leibler jest członkiem zagranicznym National Academy of Engineering.